# Serdar Bayrak
Serdar Bayrak (* 27. August 1985 in Kassel) ist ein türkischer Fußballspieler.

## Karriere
Der Stürmer spielte bis 2006 für die unterklassigen Vereine TSV Wolfsanger, KSV Baunatal, VfB Süsterfeld und TSG Wattenbach. 2006 wechselte er zur zweiten Mannschaft des Zweitligisten SC Paderborn. Am vorletzten Spieltag der Saison 2006/07 gab er in der Profimannschaft sein Zweitligadebüt. Bei der 0:3-Heimniederlage gegen den späteren Aufsteiger MSV Duisburg spielte er bis zur 55. Minute. Am letzten Spieltag kam Bayrak bei der 1:5-Auswärtsniederlage beim Absteiger Wacker Burghausen zu seinem zweiten Einsatz.
Nach der Saison wechselte Bayrak zum Regionalliga-Aufsteiger KSV Hessen Kassel. Am siebenten Spieltag kam er zu seinem ersten Einsatz. Er wurde in der 68. Minute eingewechselt und erzielte nur zehn Minuten später sein erstes Tor. Insgesamt absolvierte er in der Saison 21 weitere Partien für Kassel, schoss ein weiteres Tore und verpasste am Ende die Qualifikation für die neue 3. Liga.
Im Sommer 2008 wechselte Bayrak zum Zweitligaabsteiger FC Erzgebirge Aue in die 3. Liga. In der Hinrunde wurde er von Trainer Heiko Weber nur einmal eingewechselt. Bereits in der Winterpause wurde Bayraks Vertrag im gegenseitigen Einvernehmen aufgelöst und er wechselte in die Türkei zum Drittligisten Corumspor. Weitere Stationen hatte er in der Türkei bei Fethiyespor und bei İnegölspor.
Im Januar 2012 kehrte er nach Deutschland zurück und schloss sich dem Verbandsligisten SSV Sand an. 2015 verpflichtete ihn der Hessenligist FSC Lohfelden. Nach längerer Vereinslosigkeit von Sommer 2018 bis Herbst 2020 spielte er im Amateurbereich noch für den Verbandsligisten Lichtenauer FV sowie in der Kreisliga für die zweite Mannschaft des TSV Rothwesten und Anadoluspor Baunatal.